# Бабен, Жан-Сильвен
Жан-Сильвен Клод Бабен (фр. Jean-Sylvain Claude Babin; 14 октября 1986, Корбей-Эсон, Франция) — мартиникский футболист, центральный защитник испанского клуба «Спортинг» (Хихон).

## Карьера

### Клубная
Воспитанник французского клуба «Шатору». Там же и начал взрослую карьеру. Первый матч за основную команду провёл 16 мая 2004 года в 37-м туре Лиги 2 против «Геньона». «Шатору» проиграл со счётом 0:2. В сезоне 2005/2006 провёл 8 игр в Лиге 2. Голами не отметился. В сезоне 2006/2007 провёл 12 игр в чемпионате, голов не забил. Сезон 2007/2008 провёл в аренде во французском клубе «Мартиг». Сыграл 32 матча в Лиге 3, забил 1 гол.
Летом 2008 года перешёл в испанский клуб «Лусена», играющий в Сегунде B (3-й дивизион Испании). В сезоне 2008/2009 провёл 20 матчей, забил 1 гол. В сезоне 2009/2010 провёл 34 матча, забил 4 гола.
Летом 2010 года перешёл в испанский клуб «Алькоркон», выступающий в Сегунде (2-й дивизион Испании). В сезоне 2010/2011 сыграл в Сегунде 30 матчей, голов не забил. В сезоне 2011/2012 сыграл 40 матчей (включая плей-офф) и забил 5 мячей. В сезоне 2012/2013 провёл 42 игры, забил 2 гола. В сезоне 2013/2014 провёл на поле 38 игр и забил 4 гола.
Летом 2014 года подписал контракт с клубом «Гранада», выступающим в высшем испанском дивизионе — Примере. Дебют Бабена в Примере состоялся 23 августа 2014 года в 1-м туре чемпионата в матче против «Депортиво». «Гранада» выиграла со счётом 2:1, а Бабен забил гол в первом же матче за команду. В сезоне 2014/2015 сыграл 34 матча в чемпионате. Гол в дебютном матче так и остался единственным в сезоне. В сезоне 2015/2016 сыграл 25 матчей, забил 3 гола.
Летом 2016 года перешёл в хихонский «Спортинг». В сезоне 2016/2017 сыграл 22 матча и забил 1 гол в чемпионате. В сезоне 2017/18 на правах аренды играл за израильский «Маккаби» (Тель-Авив). Сыграл 19 матчей в чемпионате. В сезоне 2018/19 сыграл 34 матча и забил 3 гола в чемпионате.

### В сборной
Первый матч за сборную Мартиники провёл 7 июля 2013 года в рамках группового этапа Золотого кубка КОНКАКАФ против сборной Канады. Мартиника одержала победу со счётом 1:0. Команда Мартиники заняла 3-е место в группе и не смогла выйти в плей-офф.
Играл за сборную в финальном турнире Карибского кубка 2014.
Был включён в состав сборной Мартиники на Золотой кубок КОНКАКАФ 2019.

### Выступления за сборную
| Матчи Бабена за сборную Мартиники | Матчи Бабена за сборную Мартиники | Матчи Бабена за сборную Мартиники | Матчи Бабена за сборную Мартиники | Матчи Бабена за сборную Мартиники | Матчи Бабена за сборную Мартиники   | Матчи Бабена за сборную Мартиники |
| --------------------------------- | --------------------------------- | --------------------------------- | --------------------------------- | --------------------------------- | ----------------------------------- | --------------------------------- |
| №                                 | Дата                              | Оппонент                          | Счёт                              | Голы                              | Соревнование                        |                                   |
| 1                                 | 7 июля 2013                       | Канада                            | 1:0                               | —                                 | Золотой кубок КОНКАКАФ 2013         |                                   |
| 2                                 | 11 июля 2013                      | Панама                            | 0:1                               | —                                 | Золотой кубок КОНКАКАФ 201]         |                                   |
| 3                                 | 14 июля 2013                      | Мексика                           | 1:3                               | —                                 | Золотой кубок КОНКАКАФ 2013         |                                   |
| 4                                 | 12 ноября 2014                    | Ямайка                            | 1:1                               | —                                 | Карибский кубок 2014                |                                   |
| 5                                 | 14 ноября 2014                    | Гаити                             | 0:3                               | —                                 | Карибский кубок 2014                |                                   |
| 6                                 | 16 ноября 2014                    | Антигуа и Барбуда                 | 2:0                               | —                                 | Карибский кубок 2014                |                                   |
| 7                                 | 1 июня 2016                       | Гваделупа                         | 2:0                               | 1                                 | Карибский кубок 2017                |                                   |
| 8                                 | 7 июня 2016                       | Доминика                          | 4:0                               | —                                 | Карибский кубок 2017                |                                   |
| 9                                 | 13 октября 2018                   | Пуэрто-Рико                       | 1:0                               | —                                 | Отборочные матчи Лиги наций 2019/20 |                                   |
| 10                                | 16 октября 2018                   | Британские Виргинские острова     | 4:0                               | —                                 | Отборочные матчи Лиги наций 2019/20 |                                   |
| 11                                | 15 июня 2019                      | Канада                            | 0:4                               | —                                 | Золотой кубок КОНКАКАФ 2019         |                                   |
| 12                                | 19 июня 2019                      | Куба                              | 3:0                               | —                                 | Золотой кубок КОНКАКАФ 2019         |                                   |
| 13                                | 23 июня 2019                      | Мексика                           | 2:3                               | —                                 | Золотой кубок КОНКАКАФ 2019         |                                   |
| 14                                | 11 июля 2021                      | Канада                            | 1:4                               | —                                 | Золотой кубок КОНКАКАФ 2021         |                                   |
| 15                                | 15 июля 2021                      | США                               | 1:6                               | —                                 | Золотой кубок КОНКАКАФ 2021         |                                   |
| 16                                | 18 июля 2021                      | Гаити                             | 1:2                               | —                                 | Золотой кубок КОНКАКАФ 2021         |                                   |

Итого: 16 игр / 1 гол; 7 побед, 1 ничья, 8 поражений.